# South Webster (Ohio)
Pour les articles homonymes, voir South Webster.
South Webster est un village américain situé dans le comté de Scioto, dans l’Ohio. Selon le recensement de 2010, sa population est de 866 habitants.